# Joruma minuta
Joruma minuta är en insektsart som beskrevs av Lawson 1930. Joruma minuta ingår i släktet Joruma och familjen dvärgstritar.
Artens utbredningsområde är Texas. Inga underarter finns listade i Catalogue of Life.